# 邹碧华
邹碧华（1967年1月—2014年12月10日），中国江西奉新人，中华人民共和国高级法官，上海市高级人民法院副院长，曾先后参与审理过上海社保基金案、房屋维修基金案等案件。2014年12月10日，邹碧华因突发心脏病抢救无效，于上海去世，享年47岁。去世后，他被追授“全国模范法官”、“上海市优秀共产党员”和“时代楷模”等荣誉称号。

## 生平
邹碧华1967年1月出生于于江西奉新，1984年考入北京大学经济法系，1988年毕业。毕业后进入上海市高级人民法院经济庭，曾担任书记员、助理审判员、审判员、上海市高院研究室主任助理、上海市高院研究室副主任、上海市高院民一庭副庭长、上海市高院民二庭庭长。2008年7月任长宁区人民法院院长，2012年10月任上海市高院副院长。其间1993年通过北京大学国际经济法系硕士生考试，并于1999年获法学博士学位。
他也是中国民法学研究会理事、上海市第九届青联委员、上海市劳动和社会保障学会劳动法专业委员会副主任。他于2006年当选为“上海市十大杰出青年”、“上海市十大优秀中青年法学家”。

## 去世与纪念
2014年12月10日，邹碧华因突发心脏病抢救无效，于上海去世，享年47岁。2015年1月24日，邹碧华被追授为“全国模范法官”、“上海市优秀共产党员”；上海市委书记韩正、最高人民法院院长周强出席了这次荣誉称号命名表彰大会，并向邹碧华的妻子唐海琳颁发荣誉证书。
邹碧华事迹报告会于2015年3月2日在北京举行，出席人士包括习近平、孟建柱、赵乐际、韩正和周强。习近平评价邹碧华“是新时期公正为民的好法官、敢于担当的好干部”。此前中共中央宣传部亦追授邹碧华个人“时代楷模”荣誉称号。3月2日，中共中央政治局常委、中央书记处书记刘云山在北京人民大会堂会见邹碧华同志先进事迹报告团成员并讲话。
另外，最高人民法院要求中国大陆各级人民法院的法官们向邹碧华学习其个人精神。

## 相关影视作品
- 电影《邹碧华》，2017年上映，导演史凤和，主演佟瑞欣[8]

## 著作
- 《2013年上海法院案例精选》，上海人民出版社，ISBN 978-7-208-11968-0
- 《法庭上的心理学》，法律出版社，ISBN 978-7-5118-6178-8
- 《股权转让协议效力司法疑难问题》，法律出版社，ISBN 978-7-5036-7765-6（主要作者之一）
- 《婚姻家庭纠纷诉讼指引与实务解答》，法律出版社，ISBN 978-7-5118-4258-9
- 《少年法庭的创设与探索》，法律出版社，ISBN 978-7-5118-0014-5
- 《要件审判九步法》，法律出版社，ISBN 978-7-5118-1166-0
- 《中国民事简易程序的改革与完善 : 适用民事简易程序探析》，法律出版社，ISBN 7-5036-4648-9
- 《证券民事赔偿司法解释的展开与评述》
- 《公司法疑难问题解析》
- 《合同法学》
- 《合同解释论》

## 家庭
邹碧华的妻子名叫唐海琳，目前两人育有一子。